# Yusra Mardini
Yusra Mardini (* 5. března 1998) je syrská plavkyně. V současné době žije v Německu. Je členkou Uprchlického týmu olympijských sportovců, soutěžila pod Olympijskou vlajkou na Letních olympijských hrách 2016 v Riu de Janeiro a na Letních olympijských hrách 2020.

## Životopis
Mardini se narodila do syrské křesťanské rodiny. Vyrůstala v Damašku a plavala s podporou Syrského olympijského výboru. V roce 2012 reprezentovala Sýrii na Mistrovství světa v plavání v krátkém bazénu v závodech na 200 m polohový závod a na 200 a 400 m volným způsobem.
Její dům byl zničen v syrské občanské válce. Společně se svou sestrou Sarah se rozhodly uprchnout ze Sýrie v srpnu 2015. Dosáhly Libanonu a pak Turecka, kde si zařídily propašování do Řecka lodí s 18 dalšími uprchlíky, i když loď byla pouze pro šest nebo sedm lidí. Motor lodi přestal pracovat a člun začal nabírat vodu v Egejském Moři. Mardini, její sestra a další dva lidé, kteří uměli plavat, skočili do vody a tlačili loď více než tři hodiny, dokud nedosáhli ostrova Lesbos. Následně putovali do Německa Balkánskou trasou přes Severní Makedonii, Srbsko, Maďarsko a Rakousko. Její cestou ze Srbska dále sledovala česká reportérka Magdalena Sodomková, která však o její plavecké kariéře nevěděla.
Mardini se sestrou se usadily v Berlíně v září 2015. Její rodiče také ze Sýrie uprchli a žijí v Německu. Již v uprchlickém táboře se Mardini zajímala, kde je nejbližší plavecký bazén. Překladatel z Egypta jí zkontaktoval s místním klubem Wasserfreunde Spandau 04, kde pokračovala v tréninku s nadějí, že se kvalifikuje na Olympijské hry v Riu. Pokusila o kvalifikaci na trati 200 metrů volným způsobem. Předseda MOV Thomas Bach řekl o uprchlické sportovkyni: "Pomáháme jim, aby se splnil jejich sportovní sen, i když musí uprchnout před válkou a násilím."  V červnu 2016 se Mardini stala jedním z deseti sportovců, vybraných pro Uprchlický tým pro Olympijské hry v Riu, kde soutěžila v závodech na 100 metrů volný způsob a 100 m motýlek. V roce 2017 závodila na Mistrovství světa v plavání pod hlavičkou týmu nezávislých atletů FINA v závodech 200 metrů volný způsob a 100 m motýlek. V roce 2021 závodila na Letních olympijských hrách v Tokiu v závodě 100 metrů motýlek opět pod hlavičkou Uprchlického týmu.